# Färöischer Fußballpokal 1979
Der Färöische Fußballpokal 1979 fand zwischen dem 13. Mai und 26. August 1979 statt und wurde zum 25. Mal ausgespielt. Im Endspiel, welches im Gundadalur-Stadion in Tórshavn auf Kunstrasen ausgetragen wurde, siegte Titelverteidiger HB Tórshavn mit 5:0 gegen KÍ Klaksvík und konnte den Pokal somit zum 15. Mal gewinnen.
HB Tórshavn und KÍ Klaksvík belegten in der Meisterschaft die Plätze drei und sechs. Mit SÍ Sørvágur erreichte ein Zweitligist das Halbfinale.

## Teilnehmer
Teilnahmeberechtigt waren folgende 38 Mannschaften der drei färöischen Ligen:
| 1. Deild                                                                                          | 2. Deild                                                                                       | 3. Deild |
| B36 Tórshavn HB Tórshavn ÍF Fuglafjørður KÍ Klaksvík MB Miðvágur NSÍ Runavík TB Tvøroyri VB Vágur | B68 Toftir EB Eiði Fram Tórshavn GÍ Gøta HB Tórshavn II KÍ Klaksvík II Royn Hvalba SÍ Sørvágur | B36 Tórshavn II B68 Toftir II B71 Sandur EB Eiði II Fram Tórshavn II GÍ Gøta II ÍF Fuglafjørður II ÍF Streymur KÍ Klaksvík III LÍF Leirvík MB Miðvágur II NSÍ Runavík II Royn Hvalba II SÍ Sørvágur II SÍ Sumba SÍF Sandavágur SÍF Sandavágur II Skála ÍF Stranda ÍF TB Tvøroyri II TB Tvøroyri III VB Vágur II |

## Modus
Für den Pokal waren erstmals alle Mannschaften der ersten drei Ligen zugelassen, somit auch die B- und C-Vertretungen. Damit nahmen zum ersten Mal Zweit- und Drittligisten teil. Zunächst ermittelten die 22 Drittligisten in zwei Runden die acht Teilnehmer für die 2. Runde, in der dann auch die acht Zweitligisten hinzukamen. In der 3. Runde wurde das Teilnehmerfeld durch die acht Erstligisten komplettiert. Das Finale wurde ab diesem Jahr nur noch in einem Spiel entschieden. Alle Runden wurden im K.-o.-System ausgetragen.

## Qualifikationsrunde
Die Partien der Qualifikationsrunde fanden am 13. Mai statt.
|                | Ergebnis |                    |
| -------------- | -------- | ------------------ |
| B68 Toftir II  | 3:1      | EB Eiði II         |
| GÍ Gøta II     | 0:1      | ÍF Fuglafjørður II |
| LÍF Leirvík    | 6:0      | SÍ Sørvágur II     |
| MB Miðvágur II | 6:2      | ÍF Streymur        |
| TB Tvøroyri II | 5:4      | SÍ Sumba           |
| VB Vágur II    | 0:1      | Royn Hvalba II     |

## 1. Runde
Die Partien der 1. Runde fanden am 19. Mai statt.
|                   | Ergebnis |                    |
| ----------------- | -------- | ------------------ |
| B36 Tórshavn II   | 1w/o 1   | Stranda ÍF         |
| B68 Toftir II     | 8:1      | MB Miðvágur II     |
| B71 Sandur        | 1w/o 2   | Fram Tórshavn II   |
| NSÍ Runavík II    | 0:3      | SÍF Sandavágur     |
| Royn Hvalba II    | 1w/o 3   | KÍ Klaksvík III    |
| SÍF Sandavágur II | 0:5      | LÍF Leirvík        |
| TB Tvøroyri III   | 2:1      | Skála ÍF           |
| TB Tvøroyri II    | 3:0      | ÍF Fuglafjørður II |

## 2. Runde
Die Partien der 2. Runde, in welcher die acht Zweitligisten dem Wettbewerb beitraten, fanden am 19. Mai statt.
|                 | Ergebnis |                |
| --------------- | -------- | -------------- |
| B36 Tórshavn II | 3:2      | B68 Toftir II  |
| B71 Sandur      | 3:0      | KÍ Klaksvík II |
| HB Tórshavn II  | 0:1      | B68 Toftir     |
| LÍF Leirvík     | 4:6      | Fram Tórshavn  |
| Royn Hvalba II  | 1:7      | Royn Hvalba    |
| SÍ Sørvágur     | 3:1      | TB Tvøroyri II |
| SÍF Sandavágur  | 2:1      | GÍ Gøta        |
| TB Tvøroyri III | 7:6      | EB Eiði        |

## 3. Runde
Die Partien der 3. Runde, in welcher die acht Erstligisten dem Wettbewerb beitraten, fanden am 4. Juni statt.
|                 | Ergebnis |                 |
| --------------- | -------- | --------------- |
| B36 Tórshavn    | 6:5      | TB Tvøroyri III |
| B36 Tórshavn II | 0:6      | Fram Tórshavn   |
| B71 Sandur      | 0:2      | B68 Toftir      |
| MB Miðvágur     | 2:1      | ÍF Fuglafjørður |
| Royn Hvalba     | 2:3      | HB Tórshavn     |
| SÍ Sørvágur     | 1:0      | VB Vágur        |
| SÍF Sandavágur  | 1:3      | KÍ Klaksvík     |
| TB Tvøroyri     | 2:0      | NSÍ Runavík     |

## Viertelfinale
Die Viertelfinalpartien fanden am 17. Juni statt.
|               | Ergebnis |             |
| ------------- | -------- | ----------- |
| B36 Tórshavn  | 1:4      | HB Tórshavn |
| Fram Tórshavn | 2:6      | TB Tvøroyri |
| KÍ Klaksvík   | 2:0      | B68 Toftir  |
| SÍ Sørvágur   | 8:7      | MB Miðvágur |

## Halbfinale
Die Hinspiele im Halbfinale fanden am 15. Juli statt, die Rückspiele am 5. August.
|             | Gesamt |             | Hinspiel | Rückspiel |
| ----------- | ------ | ----------- | -------- | --------- |
| SÍ Sørvágur | 1:3    | KÍ Klaksvík | 0:0      | 1:3       |
| TB Tvøroyri | 2:3    | HB Tórshavn | 1:1      | 1:2       |

## Finale
| Paarung  | HB Tórshavn – KÍ Klaksvík |
| Ergebnis | 5:0                       |
| Datum    | 26. August 1979           |
| Stadion  | Gundadalur, Tórshavn      |
| Tore     | ?                         |